# Músculo liso

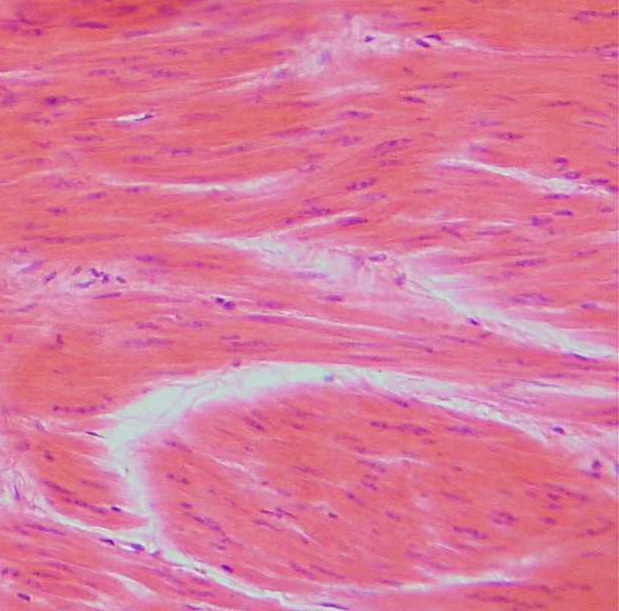
Músculo liso observado em microscópio óptico

Músculo liso é um tecido muscular de contração involuntária e lenta, composta por células fusiformes mononucleadas.
O músculo liso se encontra nas paredes de órgãos ocos, tais como os vasos sanguíneos, na bexiga, no útero e no trato gastrointestinal. O músculo liso está presente nestes órgãos pois, por contrações peristálticas controladas automaticamente pelo Sistema Nervoso Autónomo, tem o papel preponderante de impulsionar sangue, urina, esperma, bile.
As células do músculo liso podem também reagir a estímulos vindos de células vizinhas ou a hormonios (vasodilatadores ou vasoconstritores). Nestas células, os canais de cálcio induzem contração. São geralmente organizadas em folha ou em fascículos e são mantidas unidas e em contacto intercitoplasmático por gap junctions (junções de hiato). No estado relaxado tem forma de fuso, têm de 25-50 µm de comprimento e 5 µm de largura.
O mecanismo pelo qual factores externos estimulam o crescimento e rearranjo destas células ainda não está completamente esclarecido. Pensa-se que factores como o de crescimento derivado de plaquetas (PDGF), o fator de crescimento do endotélio vascular (VEGF), o fator de crescimento transformante B (TGF-B) e o fator de crescimento dos fibroblastos (FGF) estejam envolvidos. Estas células são capazes de produzir a sua própria matriz extracelular. Quando criadas em cultura fora do organismo, estas células tendem a diferenciar-se num fenótipo sintético, que não é capaz de contrair.